# Similipepsis taiwanensis
Similipepsis taiwanensis is een vlinder uit de familie wespvlinders (Sesiidae), onderfamilie Tinthiinae.
Similipepsis taiwanensis is voor het eerst wetenschappelijk beschreven door Arita & Gorbunov in 2001. De soort komt voor in het Oriëntaals gebied.